# Collegio uninominale Lombardia 3 - 04 (2017)
Il collegio elettorale uninominale Lombardia 3 - 04 è stato un collegio elettorale uninominale della Repubblica Italiana per l'elezione della Camera tra il 2017 ed il 2022.

## Territorio
Come previsto dalla legge elettorale italiana del 2017, il collegio era stato definito tramite decreto legislativo all'interno della circoscrizione Lombardia 3.
Era formato dal territorio di 30 comuni: Adro, Berlingo, Capriolo, Castegnato, Castelcovati, Castrezzato, Cazzago San Martino, Chiari, Coccaglio, Cologne, Comezzano-Cizzago, Corte Franca, Erbusco, Gussago, Iseo, Lograto, Maclodio, Ome, Ospitaletto, Paderno Franciacorta, Palazzolo sull'Oglio, Paratico, Passirano, Pontoglio, Provaglio d'Iseo, Rodengo-Saiano, Rovato, Torbole Casaglia, Travagliato e Trenzano.
Il collegio era quindi interamente compreso nella provincia di Brescia.
Il collegio era parte del collegio plurinominale Lombardia 3 - 01.

## Eletti
| Elezione | Elezione | Deputato           | Partito          |
| -------- | -------- | ------------------ | ---------------- |
|          | 2018     | Alessandro Colucci | Noi con l'Italia |

## Dati elettorali

### XVIII legislatura
Come previsto dalla legge elettorale, 232 deputati erano eletti con sistema a maggioranza relativa in altrettanti collegi uninominali a turno unico.
| Candidati              | Candidati                    | Voti    | %     | Liste                    | Voti    | %     |
| ---------------------- | ---------------------------- | ------- | ----- | ------------------------ | ------- | ----- |
|                        | Alessandro Colucci ✔️ Eletto | 81 502  | 54,64 | Lega                     | 53 576  | 35,92 |
| Forza Italia           | Alessandro Colucci ✔️ Eletto | 81 502  | 54,64 | 20 271                   | 13,59   |       |
| Fratelli d'Italia      | Alessandro Colucci ✔️ Eletto | 81 502  | 54,64 | 6 558                    | 4,40    |       |
| Noi con l'Italia - UDC | Alessandro Colucci ✔️ Eletto | 81 502  | 54,64 | 1 097                    | 0,74    |       |
|                        | Mara Mucci                   | 30 475  | 20,43 | Partito Democratico      | 26 297  | 17,63 |
| +Europa                | Mara Mucci                   | 30 475  | 20,43 | 2 962                    | 1,99    |       |
| Italia Europa Insieme  | Mara Mucci                   | 30 475  | 20,43 | 630                      | 0,42    |       |
| Civica Popolare        | Mara Mucci                   | 30 475  | 20,43 | 586                      | 0,39    |       |
|                        | Claudio Cominardi            | 27 237  | 18,26 | Movimento 5 Stelle       | 27 237  | 18,26 |
|                        | Pasquale Moffa               | 3 385   | 2,27  | Liberi e Uguali          | 3 385   | 2,27  |
|                        | Andrea Bianchi               | 2 209   | 1,48  | CasaPound                | 2 209   | 1,48  |
|                        | Giuseppe Corioni             | 1 200   | 0,80  | Potere al Popolo!        | 1 200   | 0,80  |
|                        | Ivana Risari                 | 1 102   | 0,74  | Il Popolo della Famiglia | 1 102   | 0,74  |
|                        | Giuseppe Vizzone             | 881     | 0,59  | Italia agli Italiani     | 881     | 0,59  |
|                        | Roberto Manenti              | 638     | 0,43  | Grande Nord              | 638     | 0,43  |
|                        | Riccardo Zanini              | 311     | 0,21  | 10 Volte Meglio          | 311     | 0,21  |
|                        | Viviana Callieri             | 153     | 0,10  | PRI - ALA                | 153     | 0,10  |
|                        | Gianfranco Fiordalisi        | 74      | 0,05  | Italia nel Cuore         | 74      | 0,05  |
| Totale                 | Totale                       | 149 167 | 100   |                          | 149 167 | 100   |
|                        |                              |         |       |                          |         |       |
| Voti non validi        | Voti non validi              | 4 535   | 2,95  |                          |         |       |
| Votanti                | Votanti                      | 153 702 | 81,22 |                          |         |       |
| Elettori               | Elettori                     | 189 242 |       |                          |         |       |